# Správní obvod obce s rozšířenou působností Židlochovice
Správní obvod obce s rozšířenou působností Židlochovice je od 1. ledna 2003 jedním ze sedmi správních obvodů rozšířené působnosti obcí v okrese Brno-venkov v Jihomoravském kraji. Čítá 24 obcí.
Město Židlochovice je zároveň obcí s pověřeným obecním úřadem, přičemž oba správní obvody jsou územně totožné.

## Seznam obcí
Poznámka: Města jsou vyznačena tučně, městyse kurzívou.
- Blučina
- Bratčice
- Holasice
- Hrušovany u Brna
- Ledce
- Medlov
- Měnín
- Moutnice
- Nesvačilka
- Nosislav
- Opatovice
- Otmarov
- Popovice
- Přísnotice
- Rajhrad
- Rajhradice
- Sobotovice
- Syrovice
- Těšany
- Unkovice
- Vojkovice
- Žabčice
- Žatčany
- Židlochovice

## Obyvatelstvo
| Rok  | Obyv.  | ± %    |
| ---- | ------ | ------ |
| 1869 | 17 939 | —      |
| 1880 | 19 250 | +7,3 % |
| 1890 | 20 475 | +6,4 % |
| 1900 | 21 293 | +4 %   |
| 1910 | 22 556 | +5,9 % |

| Rok  | Obyv.  | ± %    |
| ---- | ------ | ------ |
| 1921 | 23 740 | +5,2 % |
| 1930 | 25 831 | +8,8 % |
| 1950 | 24 657 | −4,5 % |
| 1961 | 27 005 | +9,5 % |
| 1970 | 26 744 | −1 %   |

| Rok  | Obyv.  | ± %     |
| ---- | ------ | ------- |
| 1980 | 27 910 | +4,4 %  |
| 1991 | 26 671 | −4,4 %  |
| 2001 | 27 099 | +1,6 %  |
| 2011 | 30 088 | +11 %   |
| 2021 | 33 566 | +11,6 % |